# 인형의 골짜기를 넘어서
《인형의 골짜기를 넘어서》(영어: Beyond the Valley of the Dolls)는 1970년 개봉한 미국의 풍자, 뮤지컬, 멜로드라마 영화이다. 러스 마이어가 감독을, 로저 이버트가 각본을 맡았다. 1967년 영화 《인형의 계곡》을 패러디한 작품이다.

## 출연

### 주연
- 돌리 리드
- 신시아 마이어스

### 조연
- 마르샤 맥브룸
- 존 라자르
- 마이클 블로젯
- 에디 윌리엄스
- 에리카 개빈
- 필리스 데이비스
- 해리슨 페이지
- 던컨 맥리드
- 제임스 잉글하트

## 기타
- 협력프로듀서: 레드 허숀
- 협력프로듀서: 이브 마이어
- 미술: 아서 로너건
- 미술: 잭 마틴 스미스